# Yo la vi primero
Yo la vi primero es una película española de comedia dramática estrenada en 1974, dirigida por Fernando Fernán Gómez y protagonizada por Manuel Summers en el papel principal.
Por su papel de Ricarda en la película, la actriz Irene Gutiérrez Caba logró la medalla del Círculo de Escritores Cinematográficos en la categoría de Mejor Actriz Secundaria.

## Sinopsis
Un niño de siete años llamado Ricardo está enamorado de su vecina Paloma. Tras sufrir un accidente con su bicicleta queda en coma durante 28 años. Tras despertar de su letargo, aunque es un adulto tiene la mentalidad de un niño y descubre que su amada se ha casado con un individuo despreciable.

## Reparto
- Manuel Summers como Ricardo adulto.
- María del Puy como	Paloma adulta.
- Fernando Rubio como Vicente.
- León Klimovsky como Faustino.
- Fernando Fernán Gómez como	Doctor.
- Irene Gutiérrez Caba como Ricarda.
- Emilio Fornet como	Don Constantino.
- Joaquín Roa como Mariano.
- José Yepes como Alberto.
- María Sánchez Aroca como Dolores.
- Erasmo Pascual como Comisario.
- Manolo Cal
- Juanita Giménez
- Carmen Belloch
- Ramón Lillo (Ray Nolan)
- Guillermo Summers Jr. (hijo de Guillermo Summers)